# Mais sobre MioChat
MioChat e um modelo grande que possue ao todo 3 modelos principais sendo MIO 1 Test, MIO 2 Web e MIO 3 Rearch (Ainda sendo lançado), O principal responsável pelo MioChat e a Erick Inc que disponibilizou o aplicativo MioChat ao público, Com o novo modelo MIO 3 Rearch a pesquisa na web ficará mais detalhada e mais focada sobre o contexto da conversa, Disse Erick Inc em seu perfil
1. ↑  «http://www.x.com/». X (formerly Twitter) (em inglês). Consultado em 16 de agosto de 2025. Cópia arquivada em 16 de agosto de 2025 Ligação externa em |titulo= (ajuda)